# لترالس (ترانه)
لترالس (به انگلیسی: Lateralus) آهنگی از گروه تول است که در سومین آلبوم آن‌ها قرار دارد.عنوان اولیه آهنگ ۷-۸-۹ نام داشت که دلیل آن کسر میزان آهنگ بود که از ۹/۸ به ۸/۸ و از ۸/۸ به ۷/۸ تغییر می کند.بعد معلوم شد که ۹۸۷ هفدهمین عدد در دنباله ی فیبوناچی بوده است که در خواندن اشعار نیز از این دنباله استفاده کرده‌اند.